# Kiểm duyệt

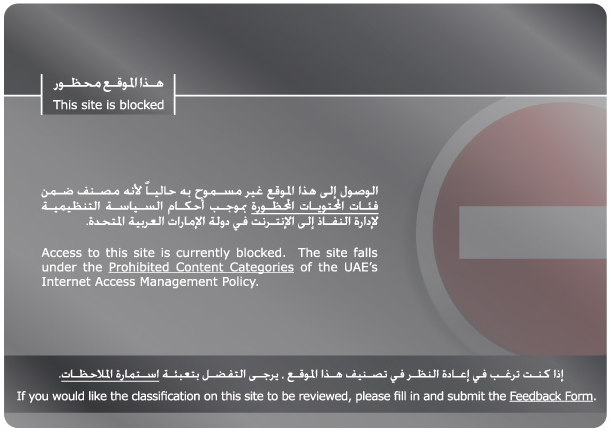
Một số chính phủ của các quốc gia như Ả Rập Xê Út, Bắc Triều Tiên, Cuba, Iran, Venezuela và Cộng hòa Nhân dân Trung Hoa hạn chế người dân ở quốc gia của họ xem một số nội dung Internet nhất định vì lý do ý thức hệ, chính trị và/hoặc tôn giáo, được coi là trái với tiêu chí của bạn.

Kiểm duyệt là kiểm soát sự thể hiện quan điểm nào đó và có thể coi là bị xếp vào loại "phản đối, độc hại, nhạy cảm, không chính xác về mặt chính trị" hoặc "bất tiện" như những quy định, chỉ thị, phân loại của chính phủ và các cơ quan kiểm soát khác.
Các chính phủ, các tổ chức và cá nhân có thể tham gia vào sự kiểm duyệt. Khi một tác giả hoặc một người sáng tạo tham gia vào các sự kiểm duyệt của các công trình riêng của mình, nó gọi là tự kiểm duyệt. Kiểm duyệt có thể trực tiếp có thể là gián tiếp, trong trường hợp này, nó là kiểm duyệt mềm. Sự kiểm duyệt khởi đầu bằng kiểm duyệt báo chí nhưng sau đó lan rộng và xảy ra trong một loạt các phương tiện truyền thông khác nhau, bao gồm bài phát biểu, sách, âm nhạc, phim ảnh, và nghệ thuật khác, báo chí, phát thanh, truyền hình và Internet vì một loạt các lý do bao gồm cả an ninh quốc gia, kiểm soát khiêu dâm, khiêu dâm trẻ em, đoàn kết dân tộc, và bài phát biểu tạo hiềm khích, để bảo vệ trẻ em hoặc các nhóm dễ bị tổn thương khác, để thúc đẩy hoặc hạn chế quan điểm chính trị hoặc tôn giáo, và để vu khống và phỉ báng, hướng dẫn dư luận, vv...
Sự kiểm duyệt các phương tiện truyền thông có thể đi kèm với xử lý truyền thông để tăng thêm tác dụng.

## Hình thức
- Kiểm duyệt báo chí
- Kiểm duyệt internet
- Kiểm duyệt điện ảnh, phim ảnh
- Kiểm duyệt âm nhạc
- Kiểm duyệt sách
- Kiểm duyệt bản đồ